# Alexandra Nicolaevna a Rusiei
Marea Ducesă Alexandra Nicolaevna a Rusiei (n. 24 iunie 1825 – d. 10 august 1844), a fost al patrulea copil și fiica cea mică din șapte copii ai Țarului Nicolae I al Rusiei și a soției lui, Prințesa  Charlotte a Prusiei. A fost numită după mătușa sa paternă, Marea Ducesă Alexandra Pavlovna, însă în familie i se spunea „Adini”.

## Biografie
Alexandra era copilul favorit al lui Nicolae; potrivit memoriilor surorii sale, Olga, Nicolae susținea că ea este singurul dintre copiii lui care au moștenit „aspectul prusac al mamei sale”. De asemenea, se spunea că Alexandra semăna foarte bine cu bunica sa, regina Louise a Prusiei. Nicolae vorbea afectuos despre Adini ca „...o mică fetiță foarte dulce”.

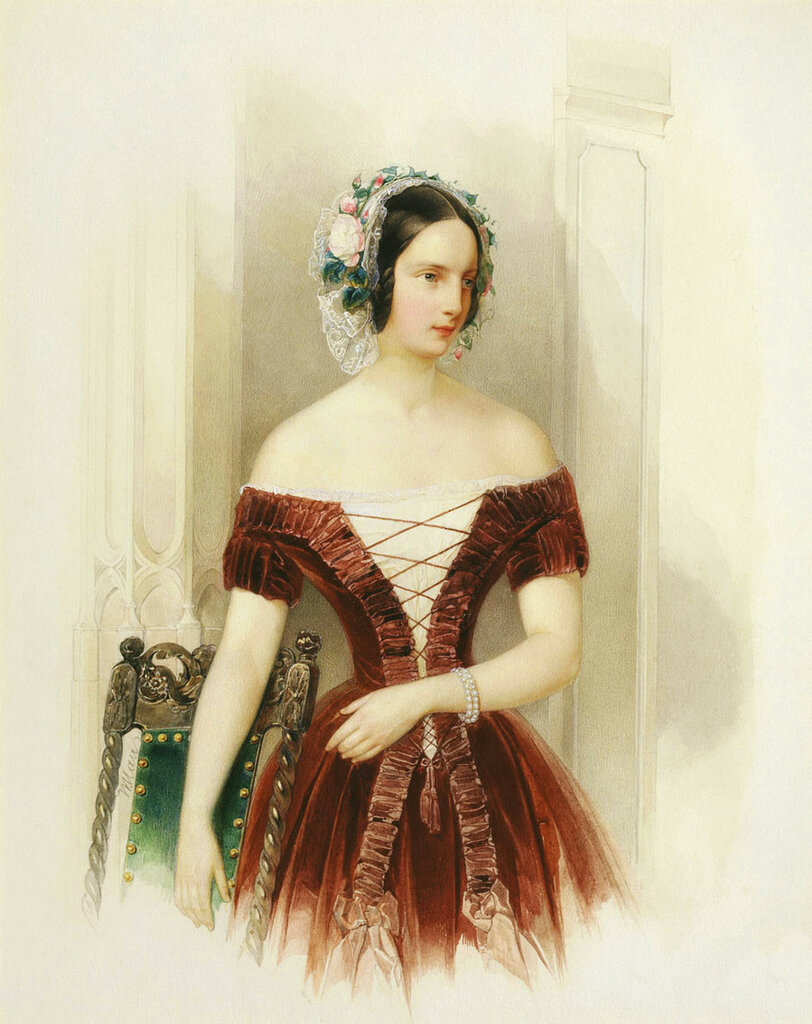
Marea Ducesă Alexandra a Rusiei

Alexandra a fost celebră în societatea din Sankt Petersburg atât pentru frumusețea  și personalitatea sa. A fost muzicianul familiei sale; a fost suficient de talentată ca să beneficieze de lecții date de celebra soprana Henriette Sontag.
La 28 ianuarie 1844, Alexandra s-a căsătorit cu Prințul Frederic Wilhelm de Hesse la St.Petersburg. Soțul ei era singurul fiu al Prințului William de Hesse și al Prințesei Louise Charlotte a Danemarcei. „Fritz”, așa cum era cunoscut în familie, a venit la St.Petersburg ca un potențial mire pentru Marea Ducesă Olga însă s-a îndrăgostit de Adini. Cu toate că Olga era fiica mai mare și de asemenea ea îl găsea pe Fritz a fi un tânăr frumos, a stat deoparte în favoarea surorii sale. Împăratul și împărăteasa și-au dat permisiunea ca Alexandra și Fritz să se căsătorească.
Cu puțină vreme înainte de nuntă, Adini s-a îmbolnăvit grav de tuberculoză. După nuntă, cuplul a rămas la Sankt Petersburg din cauza sănătății Alexandrei care s-a înrăutățit rapid. A născut un fiu, Wilhelm, cu trei luni înainte de termen. Copilul a murit la scurt timp după naștere iar Alexandra, mai târziu, în aceeași zi. Părinții ei și întreaga familie a fost devastată. A fost înmormântată cu fiul ei în brațe la Catedrala Petru și Pavel din St. Petersburg.
Nouă ani mai târziu, Fritz s-a căsătorit cu verișoara primară a Alexandrei, Prințesa Ana a Prusiei. În cele din urmă a devenit șeful Casei de Hesse-Kassel. Deși cei doi soți au avut șase copii împreună, Fritz și Ana n-au fost niciodată apropiați emoțional și s-a speculat că asta s-a întâmplat din cauza faptului că Fritz n-a putut să depășească durerea pierderii primei sale soții.
În grădina Palatului Peterhof situat în apropierea Sankt Petersburg-ului există o mică sculptură cu bustul Marii Ducese Alexandra ridicat în memoria ei. Camerele ei au fost păstrate așa cum erau în momentul morții sale.

## Arbore genealogic
1. ↑  The Peerage